# Отовишки връх
Отовишки връх е връх, разположен в Рила, България, с височина 2696 m над морското равнище.